# Apocnosoides
Apocnosoides är ett släkte av skalbaggar. Apocnosoides ingår i familjen Cetoniidae.
Kladogram enligt Catalogue of Life:
| Apocnosoides | \| \| Apocnosoides jeanneli \| \| \| \| \| \| Apocnosoides lizleri \| \| \| \| |
|              | \| \| Apocnosoides jeanneli \| \| \| \| \| \| Apocnosoides lizleri \| \| \| \| |
|              | Apocnosoides jeanneli                                                          |
|              |                                                                                |
|              | Apocnosoides lizleri                                                           |
|              |                                                                                |